# Merla de São Tomé
La merla de São Tomé (Turdus olivaceofuscus) és un ocell de la família dels túrdids (Turdidae).

## Hàbitat i distribució
Habita els boscos de l'illa de São Tomé, al golf de Guinea.